# Маркалне
Маркалне (латыш. Mārkalne) — населённый пункт в Алуксненском крае Латвии. Административный центр Маркалнской волости. Находится на пересечении дорог V390 и V391. Расстояние до города Алуксне составляет около 15 км. По данным на 2013 год, в населённом пункте проживало 105 человек.

## История
В 1970-х годах населённый пункт был центром Маркалнского сельсовета Алуксненского района. В селе располагался совхоз «Маркалне».